# Explosion de la mine de Nanaimo

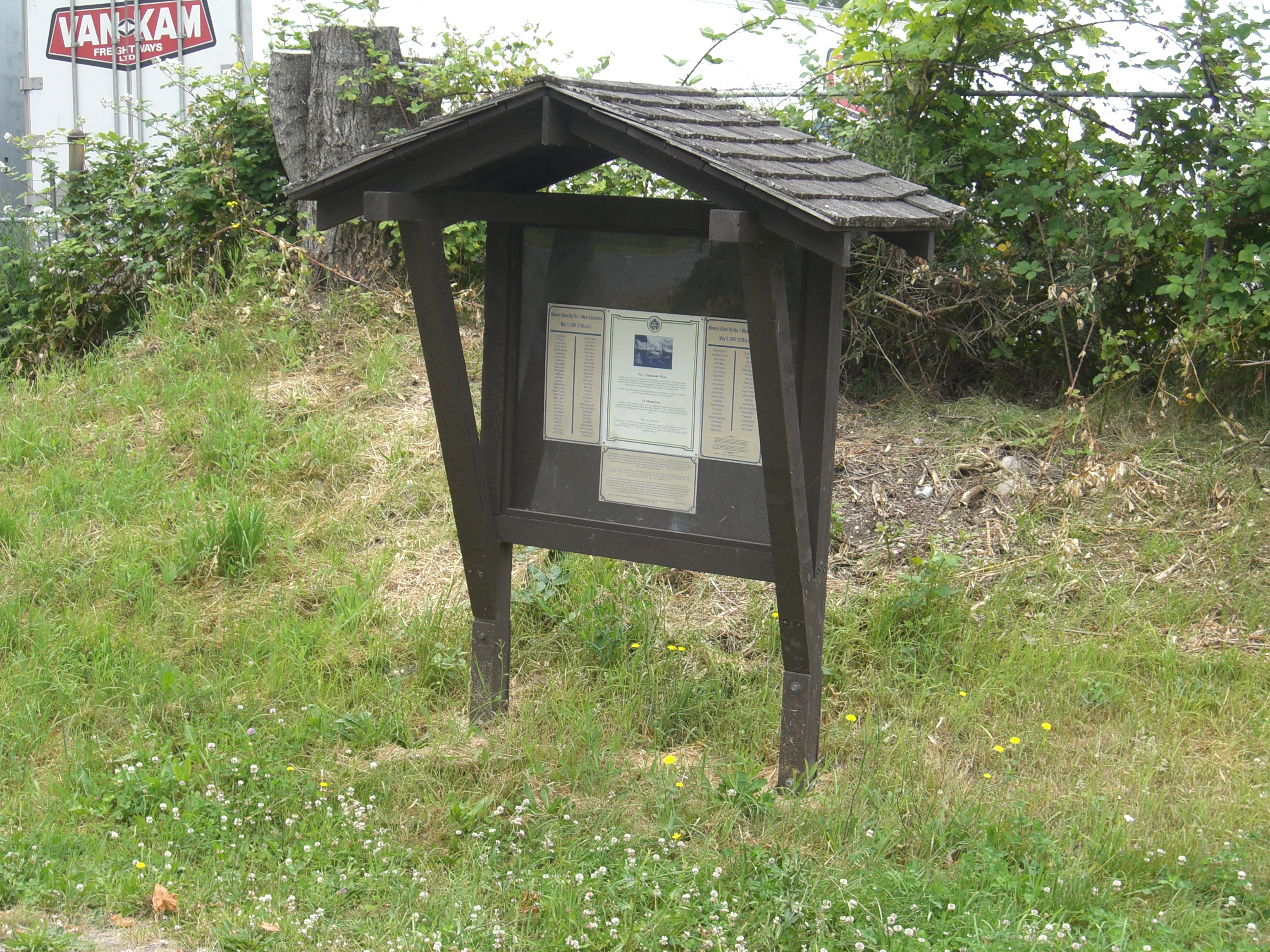
Monument de l'explosion de l'esplanade no 1 (voir la galerie pour le détail du texte)

L'explosion de la mine de Nanaimo est survenue le 3 mai 1887 à Nanaimo, en Colombie-Britannique, au Canada, tuant 150 mineurs. Seuls sept mineurs ont survécu, et la mine a brûlé pendant une journée entière.

## Explosion
L'explosion a commencé profondément sous terre dans la mine de charbon numéro un après que des explosifs aient été posés de manière incorrecte. Bien que de nombreux mineurs soient morts sur le coup, d'autres ont été piégés par l'explosion et les incendies qui ont suivi. La plupart des mineurs sont morts non des explosions primaires ou des incendies mais souvent d'étouffement au gaz toxique plusieurs heures après les explosions initiales. Ces hommes ont écrit des messages d'adieu dans la poussière de leurs pelles. Près de 150 enfants ont perdu leur père, et 46 femmes sont devenues veuves. Une plaque au pied de la rue Milton commémore l'événement.
Bien que des documents antérieurs évaluent le nombre de morts à 148, les chercheurs ont depuis révisé le nombre à 150, dont 53 travailleurs chinois. Les travailleurs chinois ont été répertoriés dans l'enquête gouvernementale et dans le rapport annuel du ministre des Mines comme "Chinois, noms inconnus", suivi d'un numéro d'étiquette. Les employeurs de la Colombie-Britannique n'ont pas eu à signaler le décès d'employés chinois jusqu'en 1897. Certains récits suggèrent que 48 des 53 mineurs portaient le nom de famille Mah, mais les dossiers ont peut-être été détruits lorsque le quartier chinois de Nanaimo a été entièrement brûlé en 1960. Le monument sur la rue Milton répertorie les noms des mineurs blancs mais seulement le nombre de mineurs chinois, que de nombreux Blancs de la ville ont accusés d'avoir provoqué la catastrophe, avec l'affirmation qu'ils ne pouvaient pas lire les panneaux ou les instructions.
Exploité par la Vancouver Coal Company, la mine numéro un a ouvert en 1884 au pied de la rue Milton à Nanaimo. Ses puits et tunnels s'étendaient sous le port jusqu'à Protection Island, Newcastle Island et la rivière Nanaimo. Après l'explosion, la mine a rouvert et a produit 18 millions de tonnes de charbon avant qu'elle ne ferme définitivement en 1938.

## Galerie

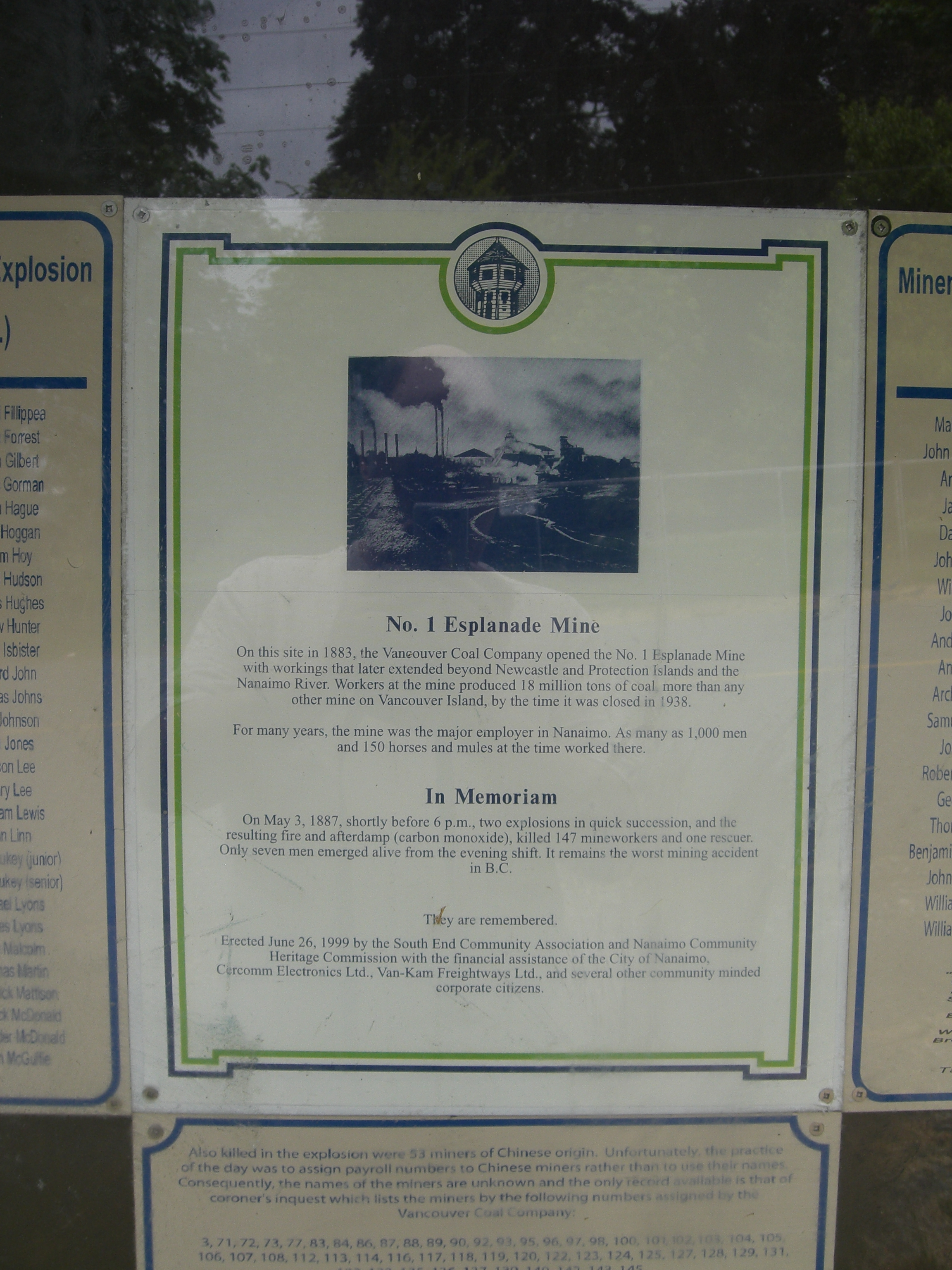
Panneau central.
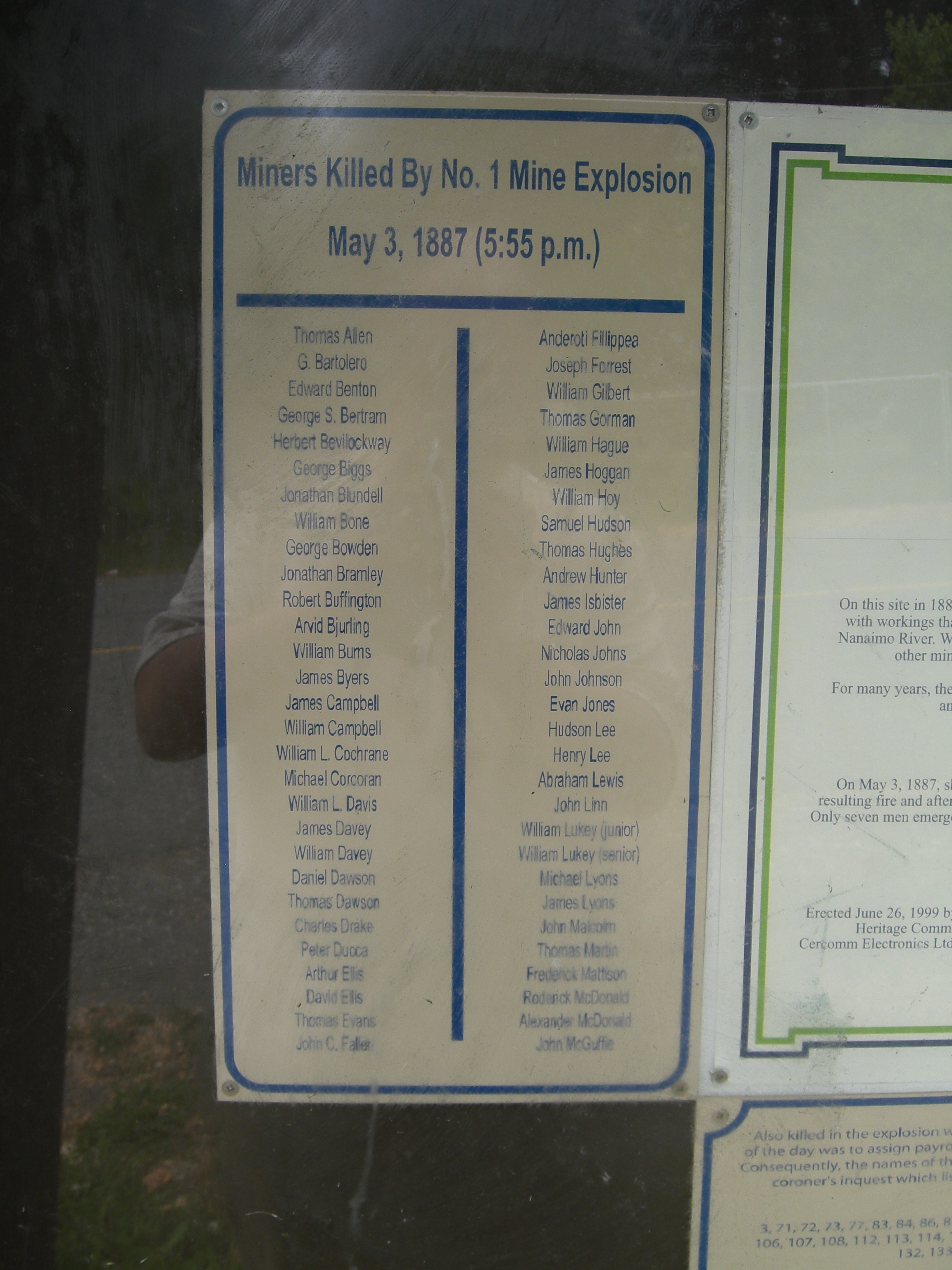
Panneau de gauche.
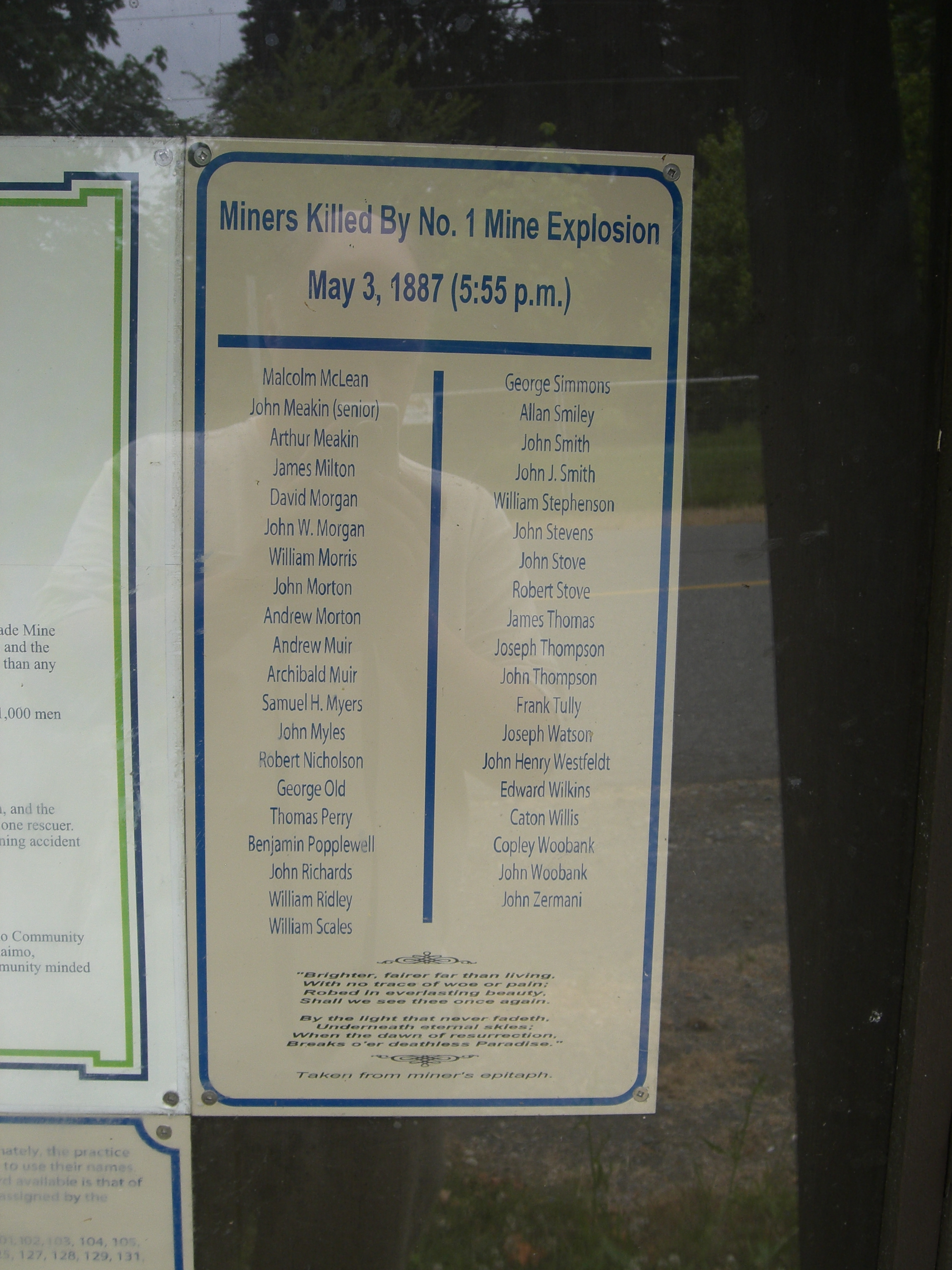
Panneau de droite.
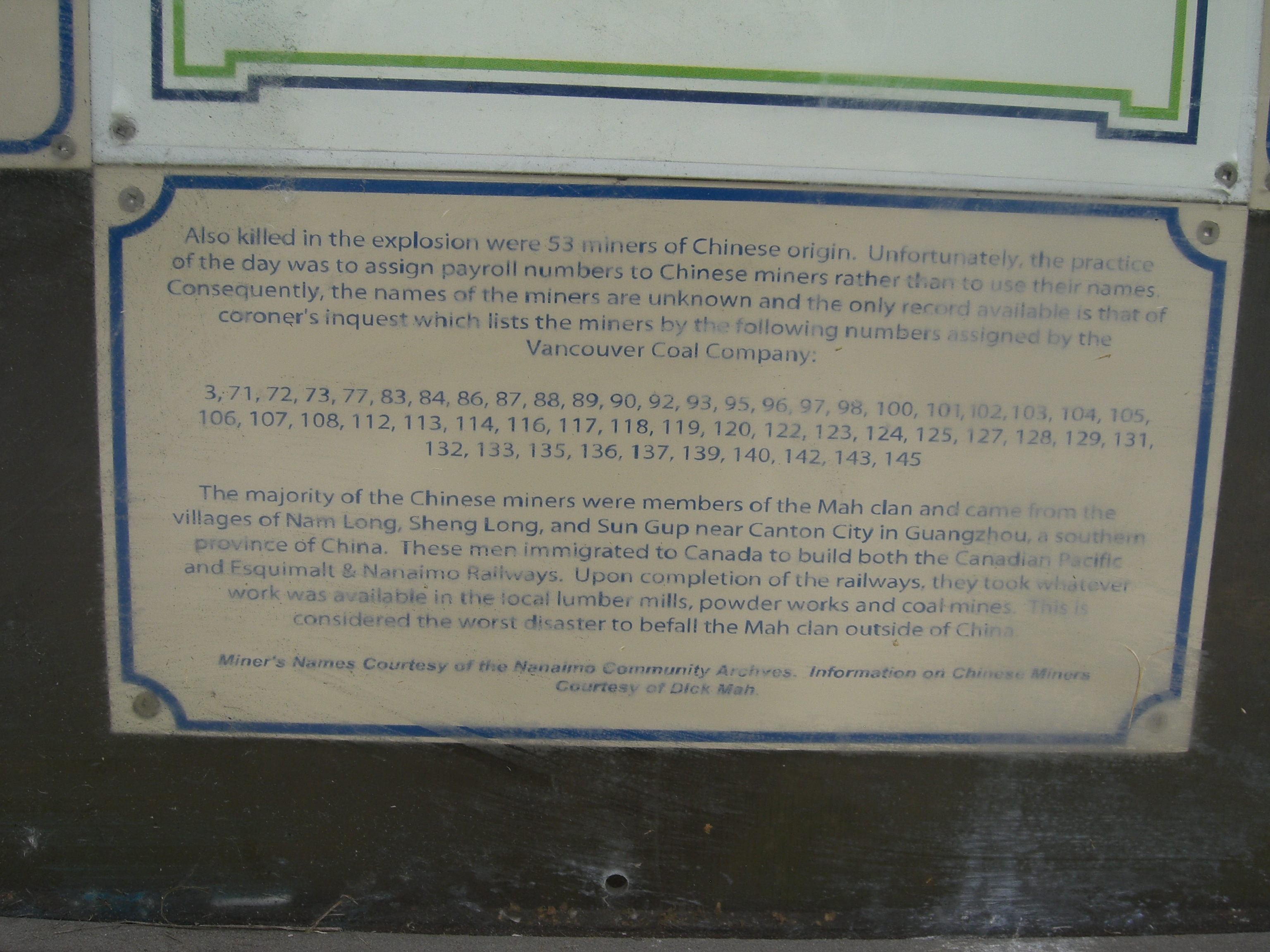
Panneau inférieur.